# Ixalodectes
Ixalodectes é um género de insecto da família Tettigoniidae.
Este género contém as seguintes espécies:
- Ixalodectes flectocercus